# Rogério Nunes
Rogério Nunes foi um jornalista, advogado e censor brasileiro durante a ditadura militar. Foi diretor da Divisão de Censura de Diversões Públicas, assumindo o cargo em 1972. Em sua gestão, profissionalizou e disseminou a prática de controle sobre conteúdos em produções jornalísticas e artísticas.

## Galeria

Requerimento de censura da peça “Vestido de noiva”, de Nelson Rodrigues
Requerimento de censura da peça “Pano de boca ou fim”, de Fauzi Arap
Requerimento de censura da peça “Quem casa quer casa”, de Martins Pena
Requerimento de censura da peça “Transe”, de Ronald Radde
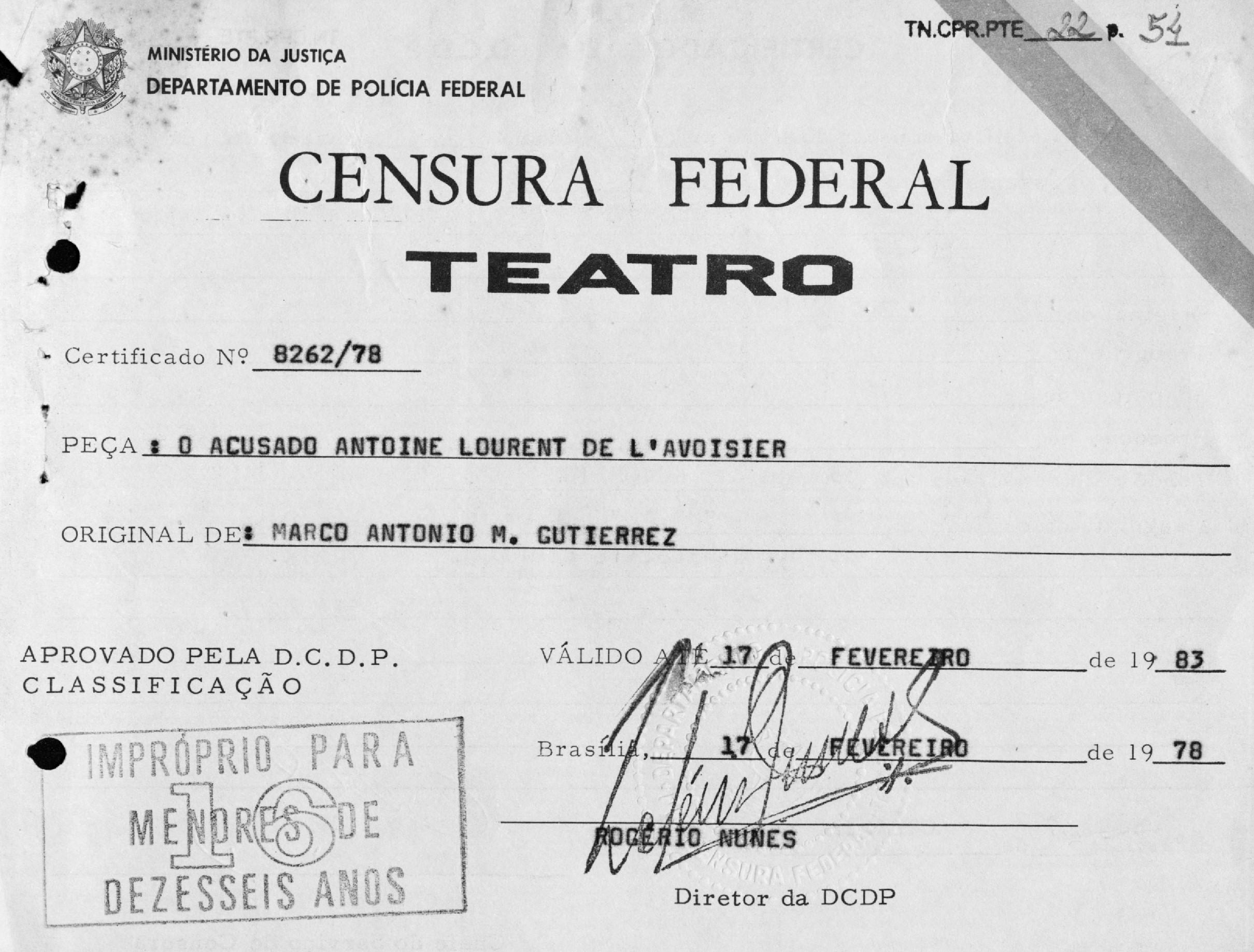
Requerimento de censura da peça “O acusado Antoine Lourent de Lavoisier”, de Marco Antônio Macedo Gutiérrez